# Blautia hydrogenotrophica
Blautia hydrogenotrophica es una especie de  bacteria grampositiva del género Blautia. Fue descrita en el año 2008. Su etimología hace referencia a alimentación de hidrógeno. Anteriormente conocida como Ruminococcus hydrogenotrophicus. Es anaerobia estricta e inmóvil. Tiene forma de cocobacilo con un tamaño de 0,6 por 0,7 μm. Catalasa y oxidasa negativas. Temperatura de crecimiento entre 30-45 °C, óptima de 35-37 °C. Se ha aislado de heces humanas. 